# Dybów-Folwark
Dybów-Folwark (prononciation : [ˈdɨbuf ˈfɔlvark]) est un village polonais situé dans la gmina de Radzymin dans le powiat de Wołomin et en voïvodie de Mazovie dans le centre-est de la Pologne.
Il se situe à environ 3 kilomètres à l'est de Radzymin,9 kilomètres au nord de Wołomin (siège du powiat), et à 28 kilomètres au nord-est de Varsovie (capitale de la Pologne)
Le village possède une population de 410 habitants en 2006.

## Histoire
De 1975 à 1998, le village appartenait administrativement à la voïvodie de Varsovie.